# Cinque Torri
Les Cinque Torri (de vegades també anomenades Cinque Torri di Averau; Penes de Naerou en ladí; Fünf Türme en alemany) són un petit complex muntanyós pertanyent a les Dolomites orientals. S'aixequen al nord-oest de San Vito di Cadore i al sud-oest de Cortina d'Ampezzo.

## Geografia
Les Cinque Torri, com totes les formacions muntanyoses de la regió, estan constituïdes de Dolomia, amb un color gris pàl·lid particular. El complex, compost de cinc esperons rocosos (d'aquí el nom), és situat a la zona sud-oest de l'estany d'Ampezzo, al nord de l'Averau, del qual les Cinque Torri es considera que formen part i culmina a 2.361 m d'altitud (Torre Grande). Cada torre té el seu nom:

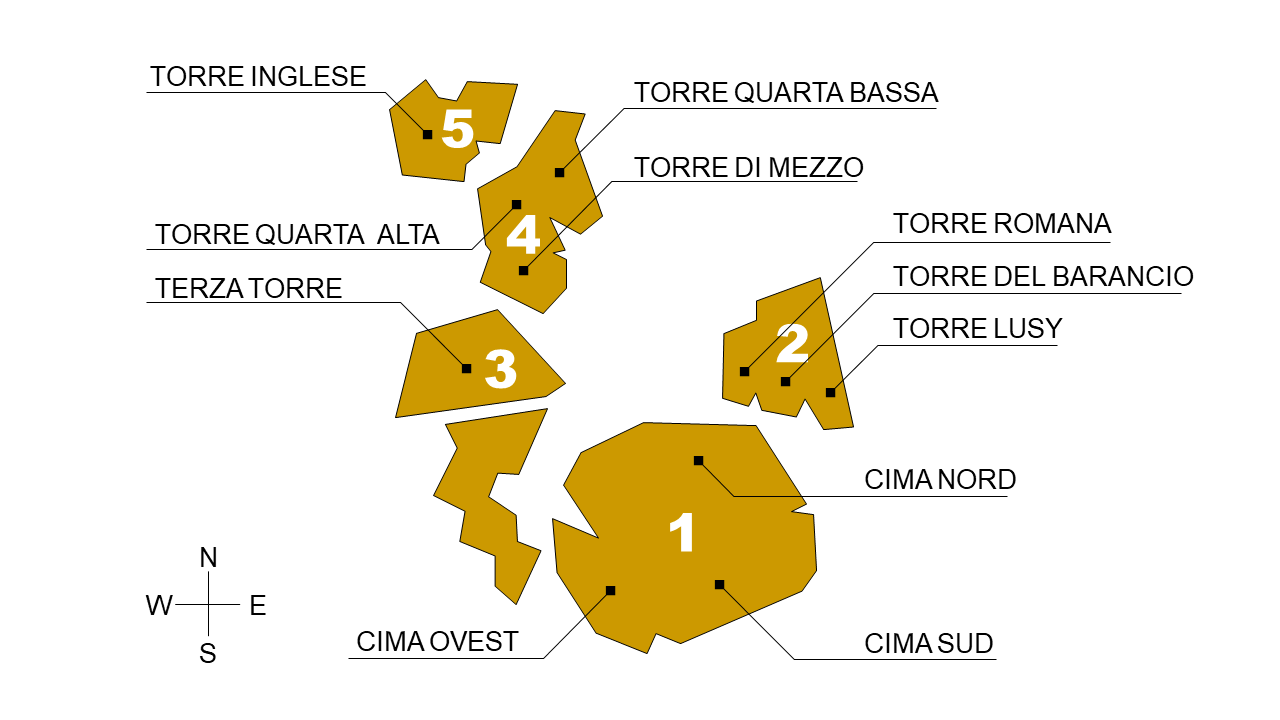
Mapa simplificat de les Cinque Torri

- Torre Grande, la més gran, té tres cims molt apreciats pels escaladors: Cima Nord, Cima Sud i Cima Ovest;
- Torre Seconda, composta de tres cims diferents anomenats Torre Lusy, Torre del Barancio i Torre Romana;
- Terza Torre, o Torre Latina;
- Quarta Torre, formada per dues dents rocoses de mides diferents, i per a això anomenades respectivament Torre Quarta Bassa i Torre Quarta Alta;
- Quinta Torre o Torre inglese.

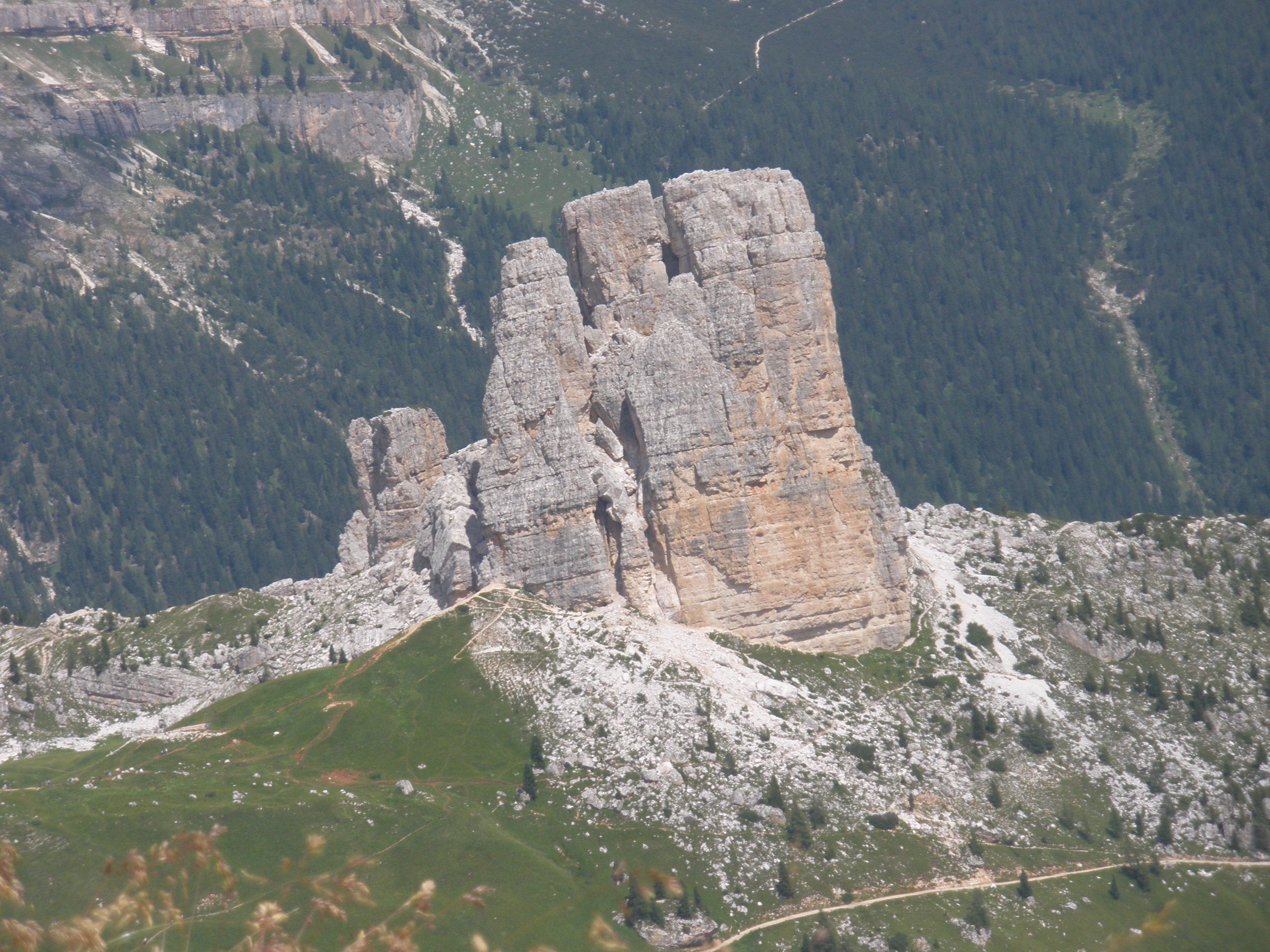
Les Cinque Torri vistes de la cara nord del Nuvolau
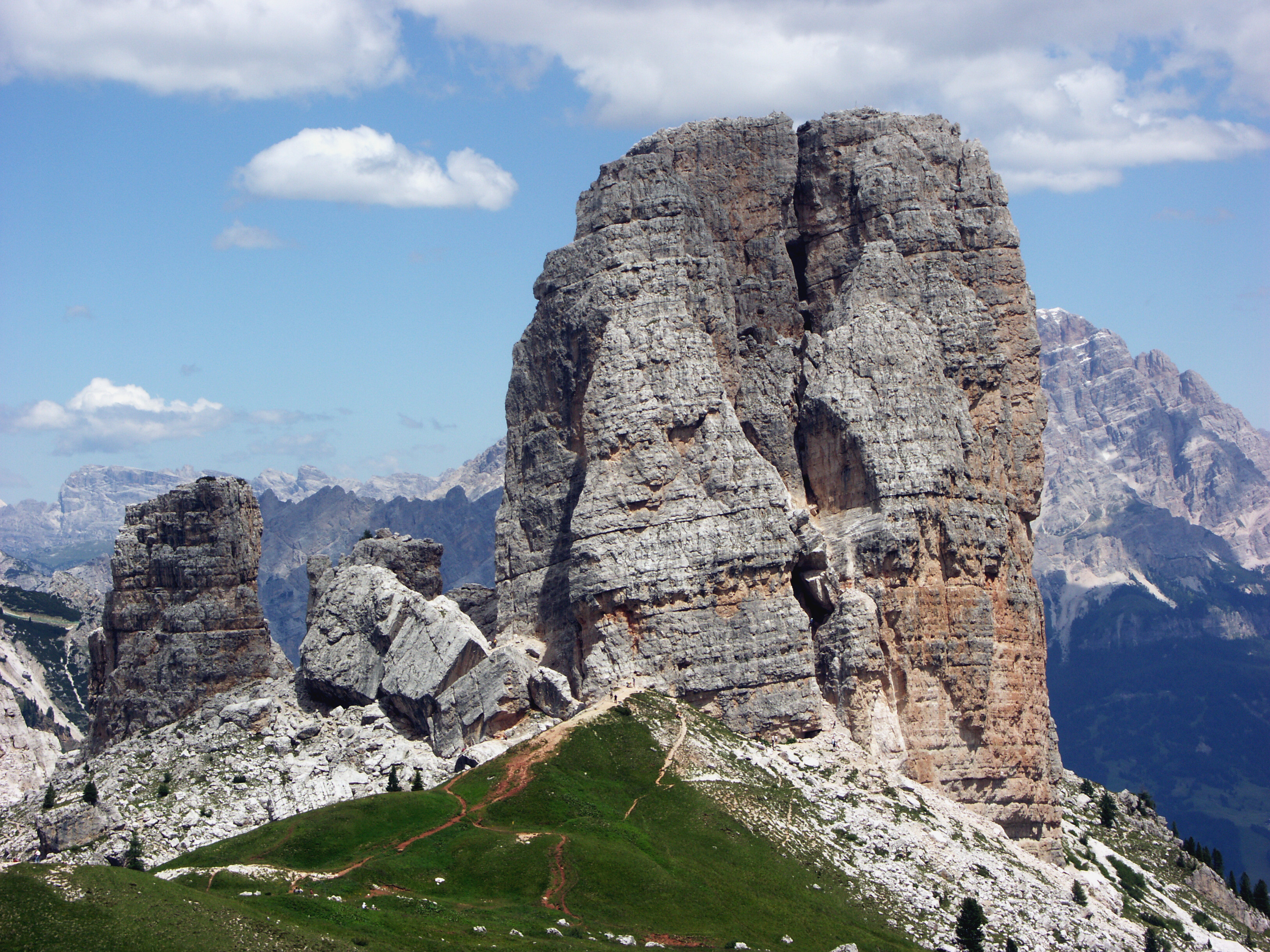
La Torre Grande

## Història
La zona va ser el teatre de dures batalles entre les tropes italianes i austrohongareses durant la Gran Guerra; conserva encara molts testimoniatges de les batalles i de les construccions militars erigides per l'exèrcit reial italià, recentment recuperades en el marc d'una operació de reestructuració i de posada en valor que ha permès la creació d'itineraris històrics. En un radi de 5 km, es troben els museus Lagazuoi, Cinque Torri, Sasso di stria Forte Tre Sassi, tots tracten de la Primera Guerra Mundial.

## Activitats

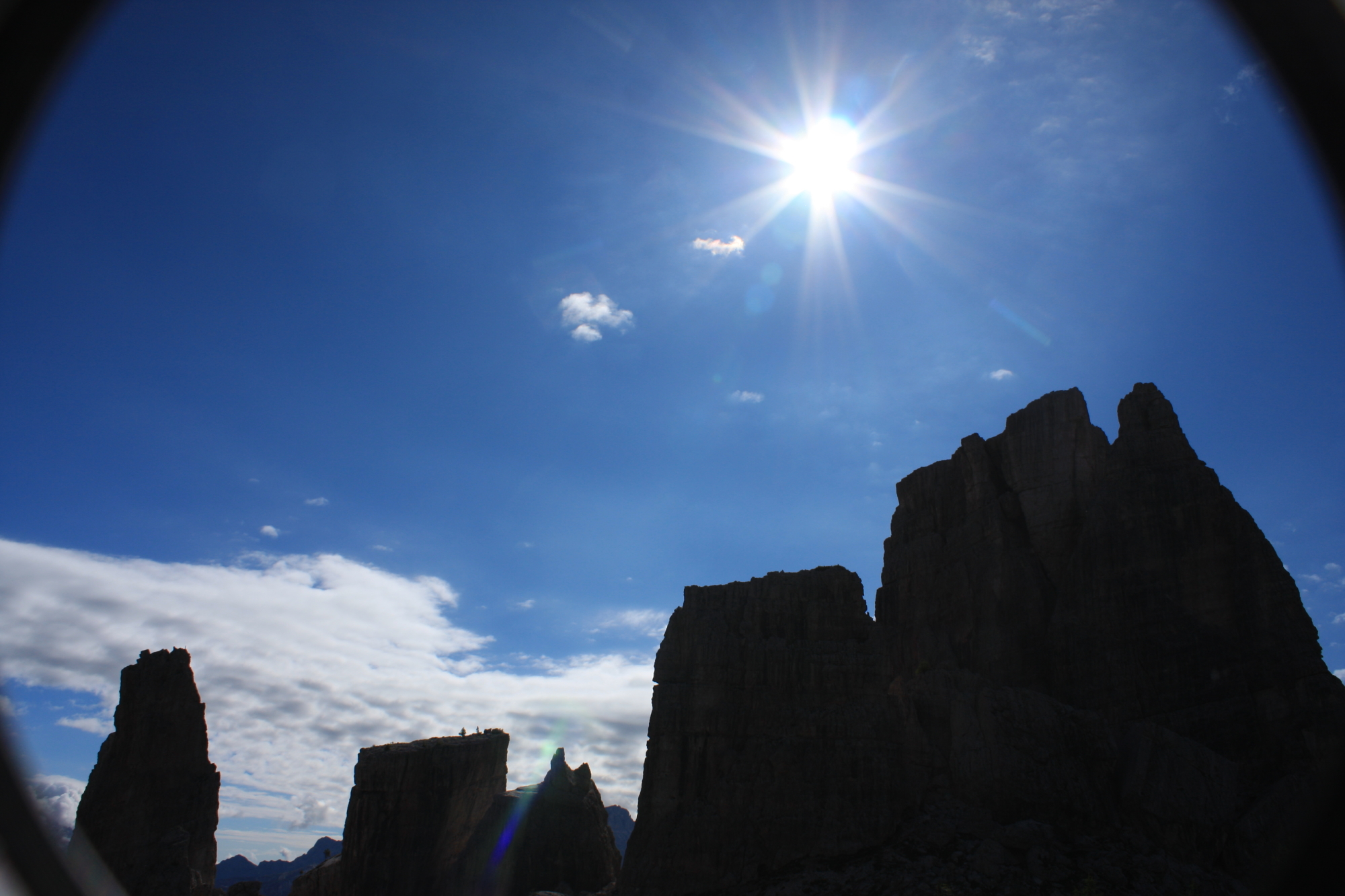
Les Cinque Torri

### Senderisme
En període estival, és possible fer excursions als boscos i pels senders senyalitzats, entre els quals figura l'Alta via número 1, la muralla de Giau (al llarg de la frontera entre els municipis de Cortina i San Vito), els itineraris cap al Nuvolau i el coll de Giau i l'itinerari històric a les trinxeres de la Primera Guerra Mundial.
A la regió de les Cinque Torri, es troben els refugis alpins de Cinque Torri (2.137 m) i de Scoiattoli (2.255 m).

### Escalada

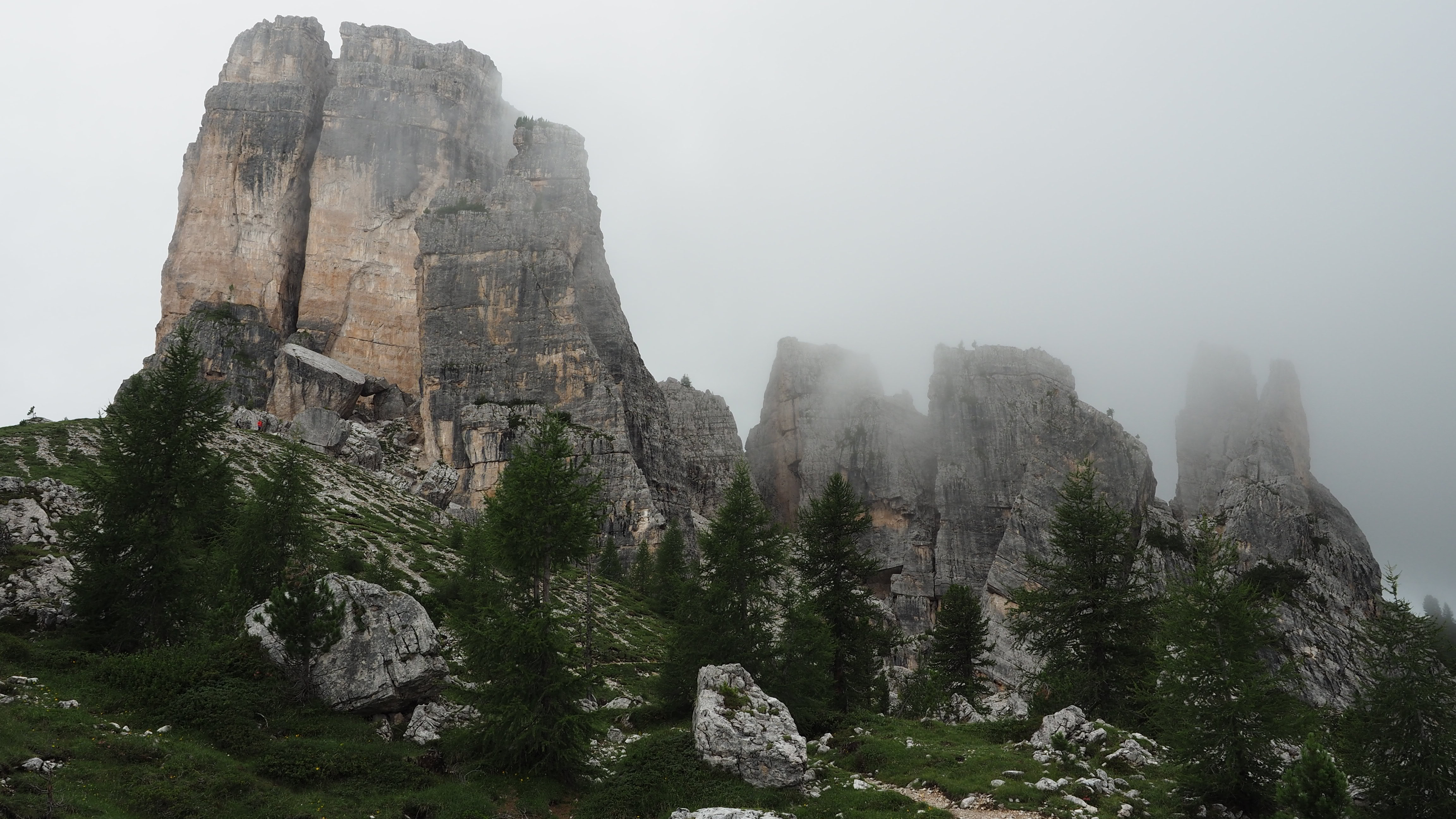
Les Cinque Torri

Les Cinque Torri són molt apreciades tant pels alpinistes com pels escaladors esportius gràcies al gran nombre de vies de dificultats molt variades.

### Esquí
En el període hivernal, les Cinque Torri són una estació d'esquí molt important de la regió d'Ampezzo, les pistes de la qual formen part del domini Dolomiti Superski que les connecta a les muntanyes veïnes de Lagazuoi i del coll Gallina. Abans era possible fer l'itinerari d'esquí únicament en direcció de Lagazuoi - coll Gallina - Cinque Torri, però a partir de la temporada 2008-2009, és possible tornar de la zona Cinque Torri cap a la zona més elevada del coll de Falzarego a través del remuntador biplaça Croda Negra i a la pista d'esquí passant més enllà del mont Averau.